# Strobilanthes adpressa
Strobilanthes adpressa är en akantusväxtart som beskrevs av John Richard Ironside Wood. Strobilanthes adpressa ingår i släktet Strobilanthes och familjen akantusväxter. Inga underarter finns listade i Catalogue of Life.